# Creek

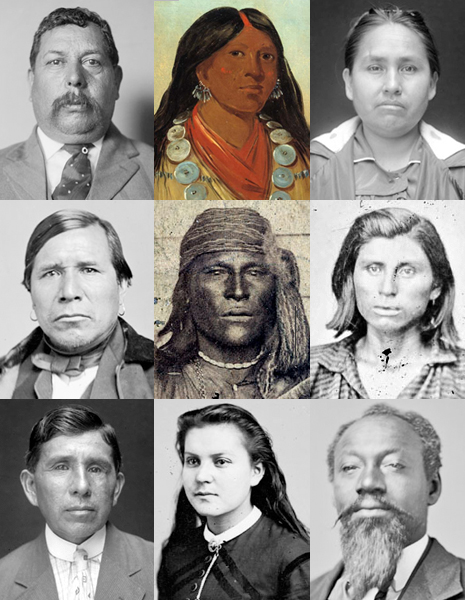
Vários representantes do povo creek

O povo creek é um povo nativo da região atualmente ocupada pelos Estados Unidos, do grupo muscógui (Muscogee), que primitivamente habitava nos territórios dos actuais estados da Geórgia e do Alabama, na região sudeste dos Estados Unidos da América.
Organizados em clãs totémicos, mantinham uma divisão do trabalho pelo sexo: as mulheres realizavam as tarefas agrícolas e os homens caçavam. Depois de ter sustentado uma guerra com o governo dos Estados Unidos da América (1813-1814), este forçou-os a mudarem-se para Oklahoma, em meados do século XIX, onde vive actualmente, na Nação Muscogee. Constitui uma das Cinco tribos civilizadas.